# Struan Stevenson

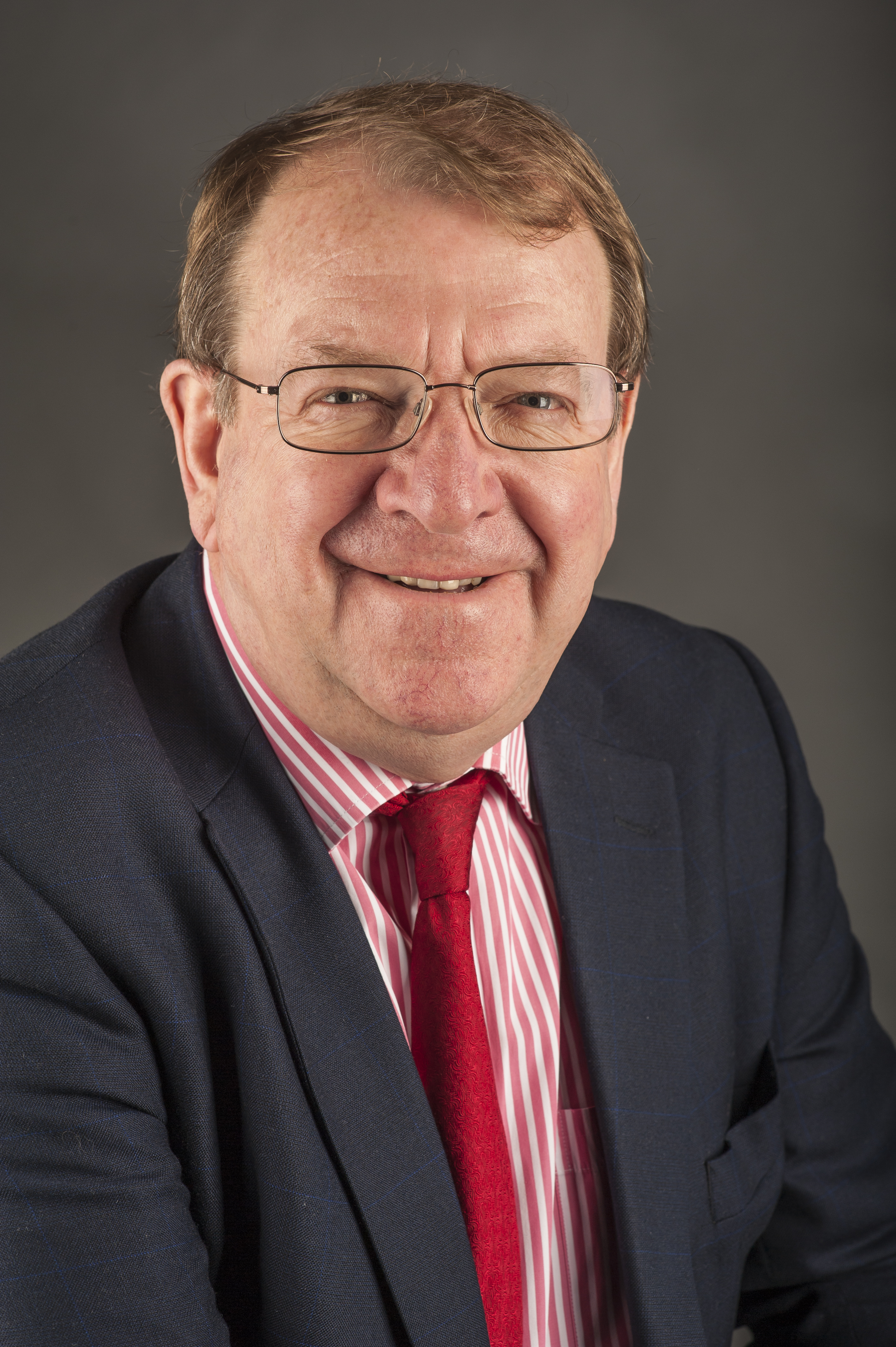
Struan Stevenson (2014)

Struan Stevenson (* 4. April 1948 in Ballantrae, Ayrshire) ist ein schottischer Politiker (Conservative Party). Er war von 1999 bis 2014 konservatives Mitglied des Europäischen Parlaments (MdEP) für Schottland und Vorsitzender und stellvertretender Vorsitzender des Fischereiausschusses. Darüber hinaus war er Mitglied des Vorstands Die Scottish Conservative Party.
Er stammt aus einer Familie mit langen historischen Bindungen, unter anderem mit dem Treasure Island-Autor Robert Louis Stevenson.
Stevenson erwarb am landwirtschaftlichen College West of Scotland und der staatlichen medizinischen Akademie in Semipalatinsk in Kasachstan den Ehrendoktortitel der Wissenschaften. Er war danach Direktor eines Betriebes im Bereich Landwirtschaft und Tourismus, der Demarco Gallery in Edinburgh, einer Studiengruppe für internationale auswärtige Angelegenheiten und Verteidigung sowie des Public Affairs Consultants in Edinburgh und Belfast.
Stevenson war von 1992 bis 1997 Vorsitzender der Vereinigung der Schottischen Konservativen Parlamentskandidaten sowie Vorsitzender des Ausschusses für Kunst und Kulturerbe. Später war er Sprecher für Umweltfragen, Verkehr, Medien und Kunst und Vorsitzender des "Tuesday Club".
1999 wurde Stevenson erstmals in das Europäische Parlament gewählt, dem er bis 2014 angehörte. In seiner ersten Wahlperiode war er dort stellvertretender Vorsitzender der interfraktionellen Arbeitsgruppe für nachhaltige Entwicklung und Co-Vorsitzender des Rats der europäischen Abgeordneten und Industriellen. Von 2002 bis 2004 war er Vorsitzender des Ausschusses für Fischerei, später dann der Delegation für die Beziehungen der EU zum Irak. Ferner setzt er sich für ein, inzwischen beschlossenes, Einfuhrverbot von Erzeugnissen aus Katzenfell und Hundefell von China in die Europäische Union ein.
Stevenson wurde 2003 zum Ehrenbürger der Stadt Semipalatinsk ernannt, womit seine humanitäre Tätigkeit gewürdigt wurde.

## Privatleben
Stevensons Frau Pat ist ehemalige Redakteurin bei BBC Radio Scotland. Sie haben zwei Söhne und drei Enkel. Stevenson stammt aus einer Familie mit historischen Verbindungen, darunter eine Verbindung zu Robert Louis Stevenson, dem Autor von  Die Schatzinsel.